# ای‌اف‌سی کاپ ۲۰۲۱
ای‌اف‌سی کاپ ۲۰۲۱ هجدهمین دورهٔ مسابقات ای‌اف‌سی کاپ و دومین تورنومنت معتبر فوتبال آسیا بعد از مسابقات لیگ قهرمانان آسیا که توسط کنفدراسیون فوتبال آسیا برگزار شد.
تیم المحرق نماینده بحرین برای اولین بار قهرمان این دوره از رقابت‌ها شد و همچنین به مرحله پلی آف لیگ قهرمانان آسیا راه پیدا کرد.

## پلی آف مقدماتی

### دور مقدماتی ۱
| تیم ۱     | نتیجه | تیم ۲          |
| --------- | ----- | -------------- |
| ایگلز     | ۰–۲   | تیمفو سیتی     |
| ارتش نپال | ۱–۵   | پلیس سری لانکا |

### دور مقدماتی ۲
| تیم ۱    | نتیجه  | تیم ۲     |
| -------- | ------ | --------- |
| بنگالورو | ۰–۵    | ارتش نپال |
| آباهانی  | لغو شد | ایگلز     |

| تیم ۱       | نتیجه  | تیم ۲          |
| ----------- | ------ | -------------- |
| ویساخا      | لغو شد | لالنوک یونایتد |
| لائو تویوتا | لغو شد | کاسوکا         |

| تیم ۱       | نتیجه  | تیم ۲      |
| ----------- | ------ | ---------- |
| لی مان      | لغو شد | اتلتیک ۲۲۰ |
| چائو پاک کی | لغو شد | تاتونگ     |

### دور پلی آف
| تیم ۱    | نتیجه | تیم ۲ |
| -------- | ----- | ----- |
| بنگالورو | ۰–۱   | ایگلز |

| تیم ۱             | نتیجه  | تیم ۲                     |
| ----------------- | ------ | ------------------------- |
| پرسیپورا جایاپورا | لغو شد | برنده دور مقدماتی ۲ آسه‌آن |
| هانتاوادی یونایتد | لغو شد | برنده دور مقدماتی ۲ آسه‌آن |

| تیم ۱                   | نتیجه  | تیم ۲                   |
| ----------------------- | ------ | ----------------------- |
| برنده دور مقدماتی ۲ شرق | لغو شد | برنده دور مقدماتی ۲ شرق |

## فینال
| نسف قرشی | ۰–۳   | المحرق                                  |
| -------- | ----- | --------------------------------------- |
|          | گزارش | - Al-Mardi ۲' - Sabba ۷۴' - Carioca ۸۰' |

## قهرمان
| قهرمان ای‌اف‌سی کاپ ۲۰۲۱ |
| ---------------------- |
| المحرق                 |
| دومین قهرمانی          |